# Gerhard Bokholt (Lübeck)
Gerhard von Bokholt (vor 1281 – nach 1300) war Ratsherr der Hansestadt Lübeck.
Gerhard von Bokholt war Sohn des Lübecker Ratsherrn Siegfried von Bokholt und in Lübeck von 1281 bis 1300 als Ratsherr wirksam. Gemeinsam mit dem Ratsherrn Richard Grawert reiste er 1286 als Gesandter der Stadt zu König Magnus I. von Schweden. In Lübeck übernahm er von seinem Vater das Hausgrundstück Mengstraße 6.